# Anchoa lucida
Anchoa lucida är en fiskart som först beskrevs av Jordan och Gilbert 1882.  Anchoa lucida ingår i släktet Anchoa och familjen Engraulidae. IUCN kategoriserar arten globalt som livskraftig. Inga underarter finns listade i Catalogue of Life.

## Bildgalleri

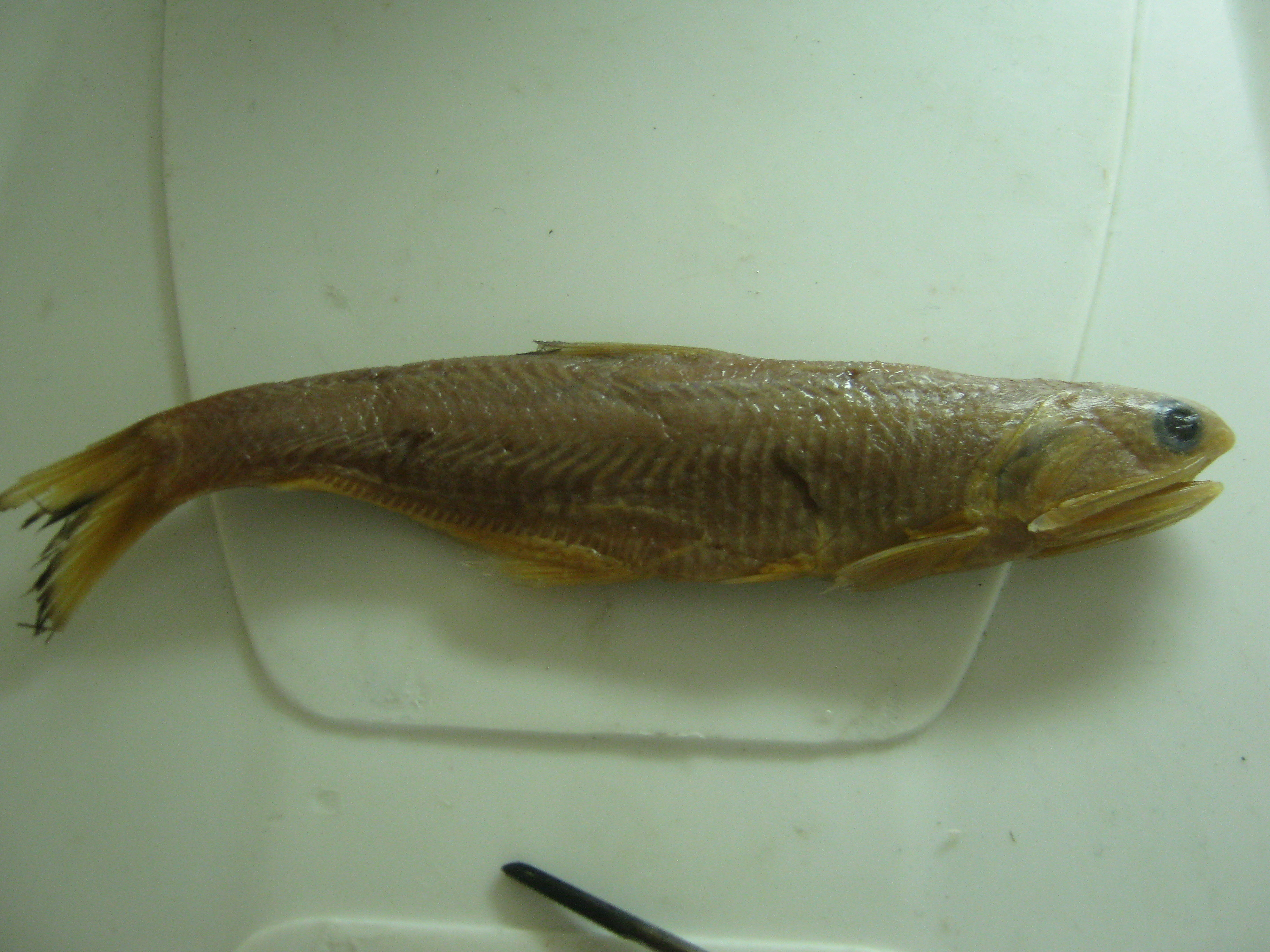